# 18099 Flamini
18099 Flamini este un asteroid din centura principală de asteroizi.

## Descriere
18099 Flamini este un asteroid din centura principală de asteroizi. A fost descoperit pe 6 iunie 2000 la Stația Anderson Mesa în cadrul programului LONEOS. Asteroidul prezintă o orbită caracterizată de o semiaxă mare de 2,99 ua, o excentricitate de 0,13 și o înclinație de 11,3° în raport cu ecliptica.